# وسام نصر
وسام النصر (نشان نصر)، هو وسام عسكري تُمنحه القوات المسلحة الإيرانية من قبل القائد الأعلى المرشد الأعلى لإيران، تكريمًا للمساهمات اللوجستية المتميّزة ودعم القوات.